# Hrvoje Ćustić
Hrvoje Ćustić (Zadar, 21 oktober 1983 – aldaar, 3 april 2008) was een Kroatisch voetballer.
Ćustić begon zijn profcarrière in 2001 bij NK Zadar. In 2005 vertrok hij naar NK Zagreb, waarna hij in 2007 weer terugkeerde bij NK Zadar. Tussen 2002 en 2005 speelde hij tien wedstrijden voor het Kroatisch voetbalelftal onder de 21.
Op 29 maart 2008 liep Ćustić in een duel met voetbalclub Cibalia Vinkovci ernstig hoofdletsel op doordat hij met zijn hoofd tegen een betonnen muur naast het veld botste. Vijf dagen na het ongeval overleed hij aan zijn daarbij opgelopen verwondingen. Ćustić lag in de periode tussen zijn ongeluk en het overlijden in coma.
Twee jaar na de dood van de Kroaat besloot de gemeenteraad van de stad Zadar de straatnaam Stadionska Ulica, waar het stadion van de voetbalclub NK Zadar ligt, te veranderen in Ulica Hrvoja Ćustića (=Straat van Hrvoje Ćustić).